# Pseudadenia
Pseudadenia là một chi thực vật có hoa trong họ Lan.